# Джовани Батиста Белцони
Вижте пояснителната страница за други личности с името Джовани.
Джовани Батиста Белцони е италиански пътешественик, изследовател и археолог.

## Биография
Белцони е роден на 5 ноември 1778 г. в Падуа. През 1803 г. се преселва във Великобритания, където работи като атлет в цирка. С трупата пътува из Южна Европа. През 1816 г. му е възложена задачата да пренесе огромната скулптура на главата на Рамзес II от Луксор във Великобритания. Счита се, че той е първият, който разкопава входа на големия му храм в Абу Симбел и накрая доставя артефакта в Британския музей. Освен това той разкрива гробницата на Сети I и Ай и гробната камера на пирамидата на Хефрен.
През 1819 г. Белцони продължава работата си, като прави редица изследвания, но поради конфликт с друг италиански пътешественик е принуден да напусне Египет.
Белцони прави изложба на древноегипетското изкуство в Лондон през 1821 г. Пътува в Русия, Дания и Франция. Работил е с Жан-Франсоа Шамполион. През 1823 г. се отправя към Тимбукту.
Джовани Белцони умира на 3 декември 1823 г. от дизентерия.